# John Barry
John Barry, född 3 november 1933 i York, North Yorkshire, död 30 januari 2011 i Oyster Bay i Nassau County, Long Island, New York, var en brittisk kompositör, känd för sin filmmusik bland annat till filmerna om James Bond. Han har belönats med fem Oscarsstatyetter och nominerats ytterligare två gånger.

## Karriär
John Barry började sin karriär som jazztrumpetare, och skrev mycket jazzmusik, bland annat låten "Bee's Knees" som sägs vara en av inspirationskällorna till Bond-temat. Trots hans framgångar med Oscars och övriga nomineringar är han mest känd för att ha komponerat många James Bond - soundtrack. En del anser också att det är Barry och inte Monty Norman som borde få äran för att ha skapat det kända James Bond Theme. Norman hävdar dock att Barry bara arrangerade om hans komposition. The Sunday Times publicerade en artikel i oktober 1997 där John Barry utpekades som den verklige kompositören. Monty Norman stämde därför The Sunday Times för förtal. Eftersom Sunday Times inte kunde bevisa att Norman verkligen var en "obetydlig och okänd musiker" eller utom rimligt tvivel kunde ställa att Norman hade skrivit inget och Barry allt av Bondtemat, förlorade tidningen rättegången och dömdes att betala Norman ett skadestånd. Den svenske Bondkännaren Thomas Drugg anser att upphovsmannaskapet möjligen kunde ha delats och uppskattar att John Barrys bidrag till verket motsvarar åtminstone 90 %. Barry avled hastigt den 30 januari 2011, av en hjärtinfarkt.

## Filmografi (i urval)

### James Bond-filmer
- 1962 – Agent 007 med rätt att döda (omstritt upphovsmannaskap)
- 1963 – Agent 007 ser rött
- 1964 – Goldfinger
- 1965 – Åskbollen
- 1967 – Man lever bara två gånger
- 1969 – I hennes majestäts hemliga tjänst
- 1971 – Diamantfeber
- 1974 – Mannen med den gyllene pistolen
- 1979 – Moonraker
- 1983 – Octopussy
- 1985 – Levande måltavla
- 1987 – Iskallt uppdrag

### Övriga filmer och serier
- 1959 – Hänsynslös ungdom
- 1962 – Rum för obemärkt
- 1964 – I giftigaste laget
- 1964 – Zulu
- 1965 – Fallet Ipcress
- 1966 – Den djävulska jakten
- 1966 – Född fri – Lejonet Elsa (Oscarvinnare)
- 1968 – Fallet Henry Clarke
- 1968 – Så tuktas ett lejon (Oscarvinnare)
- 1969 – Midnight Cowboy
- 1971-1972 - Snobbar som jobbar (TV-serie)
- 1971 – Kanske en Sherlock Holmes
- 1971 – Maria Stuart - drottning av Skottland (Oscarnominerad)
- 1972 – Alice i Underlandet
- 1976 – King Kong
- 1976 – Robin Hood – äventyrens man
- 1977 – Djupet
- 1978 – Game of Death
- 1979 – Det svarta hålet
- 1979 – I skuggan av ett krig (Hanover Street)
- 1980 – Någonstans i tiden
- 1981 – Het puls
- 1982 – Frances
- 1985 – Mitt Afrika (Oscarvinnare)
- 1986 – Ingen plockar Howard
- 1986 – Peggy Sue gifte sig
- 1986 – The Golden Child
- 1987 – Hearts of Fire
- 1988 – Dubbelspel
- 1988 – Maskerad
- 1990 – Dansar med vargar (Oscarvinnare)
- 1992 – Chaplin (Oscarnominerad)
- 1993 – Ett oanständigt förslag
- 1994 – Specialisten
- 1995 – Passionens pris
- 1998 – Kod Mercury
- 2001 – Enigma